# AGM-176 Griffin
AGM-176 Griffin là một tên lửa/bom hạng nhẹ có điều khiển độ chính xác cao do Raytheon phát triển. Tên lửa có thể được phóng từ mặt đất giống như tên lửa có động cơ hoặc thả rơi tự do từ máy bay giống như bom có điều khiển. Nó có thể mang một đầu đạn tương đối nhỏ, để tấn công chính xác và giảm thiểu thiệt hại không mong muốn trong môi trường tác chiến có dân thường. AGM-176 được quân đội Mỹ sử dụng trong chiến tranh Afghanistan.

## Phát triển
Raytheon đã phát triển Griffin là một hệ thống có tính module chi phí thấp, sử dụng các thành phần đã được phát triển tỏng các loại vũ khí khác bao gồm FGM-148 Javelin và AIM-9X Sidewinder. Ban đầu nó được thiết kế để phóng từ máy bay MC-130W của Bộ tư lệnh các chiến dịch đặc biệt của Mỹ và được dẫn đường nhờ tín hiệu GPS và đầu dò radar bán chủ động. Tên lửa chỉ được trang bị đầu đạn cỡ nhỏ nặng 13 lb (5,9 kg) nhằm giảm tối đa thiệt hại phụ.
AGM-176 có hai phiên bản, phiên bản -A là đạn không có động cơ được thả trực tiếp từ máy bay. Có trọng lượng 33 lb (15 kg) và dài 3,6 ft (1,1 m), nó được phóng từ bệ phóng 10 ống "Gunslinger" được đặt phía sau máy bay vận tải Marine KC-130 hoặc cả phiên bản máy bay gunship AC-130W "Stinger II" và AC-130J "Ghostrider".
Griffin Block II B là phiên bản gắn động cơ tên lửa, phóng từ trên không hoặc đất đối đất, có khả năng bắn từ UAV cũng như trực thăng, máy bay cường kích, AC-130W gunships, và KC-130J.
Cánh của đạn được gập lại giúp nó có thể được triển khai bên trong ống phóng cỡ 5,5 in (140 mm). Nó cũng có thể lập trình để tấn công mục tiêu theo kiểu nổ trên không, chạm nổ hoặc nổ chậm. Hải quân Mỹ đã thử nghiệm Griffin như một tên lửa bắn từ tàu chiến được dẫn đường bằng tia laser nhằm vào các tàu nhỏ di chuyển nhanh. Phiên bản tên lửa có trọng lượng chưa bằng một nửa tên lửa chống tăng Hellfire và có đầu đạn nặng 13 lb (5,9 kg). Griffin có tầm bắn 9,3 mi (15,0 km) khi phóng từ trên không, hoặc 3,4 mi (5,5 km) khi phóng từ mặt đất. AGM-176 có thể được triển khai từ trạm vũ khí điều khiển từ xa đặt trên phương tiện mặt đất, từ giá phóng nhiều nòng, từ trực thăng Bell OH-58 Kiowa, UAV... 
Tên lửa này nhỏ hơn tên lửa AGM-114 Hellfire thường được trang bị trên Phương tiện bay không người lái. Tên lửa Griffin và cụm phóng cũng nhẹ hơn Hellfire, cho phép lắp được tới 3 tên lửa lên Predator.
Từ năm 2008 đến đầu tháng 2/2014, Raytheon đã bàn giao 2.000 tên lửa Griffin. Vào cuối tháng 2 năm 2014, Raytheon đã trình diễn tên lửa Griffin Block III cải tiến, có thể bắn trúng các mục tiêu tĩnh và di chuyển. Block III được trang bị đầu dò laser bán chủ động được cải tiến với khả năng xử lý tín hiệu và điện tử tốt hơn cũng như Hệ thống đầu đạn đa tác dụng mới để tối đa hóa khả năng sát thương đối với các mục tiêu khác nhau.

### Hải quân
Raytheon đã phát triển một phiên bản tầm xa của AGM-176 Griffin để tích hợp vào các Tàu tác chiến ven biển (LCS). Sea Griffin có động cơ và hệ thống dẫn đường mới để tăng tầm bắn cho tên lửa. Ngoài AGM-176 của Raytheon, còn có sự cạnh tranh đến từ MBDA với phiên bản Sea Spear của tên lửa Brimstone. Cả hai tên lửa đều được thiết kế để bảo vệ LCS khỏi các cuộc tấn công của các tàu, cano cỡ nhỏ. Thay vào đó, Hải quân Mỹ lựa chọn AGM-114L Hellfire để trang bị cho LCS. Quyết định được đưa ra do tàu LCS sử dụng radar Sea Giraffe của Saab. Trong khi tên lửa Griffin yêu cầu phải có tia laser chiếu xạ liên tục mục tiêu, do đó, do đó hệ thống chỉ có thể dẫn bắn cho một tên lửa tấn công một mục tiêu mỗi lần bắn, tên lửa Longbow Hellfire có thể sử dụng radar sóng milimet của tàu và của chính chúng để theo dõi và tấn công nhiều mục tiêu cùng lúc.

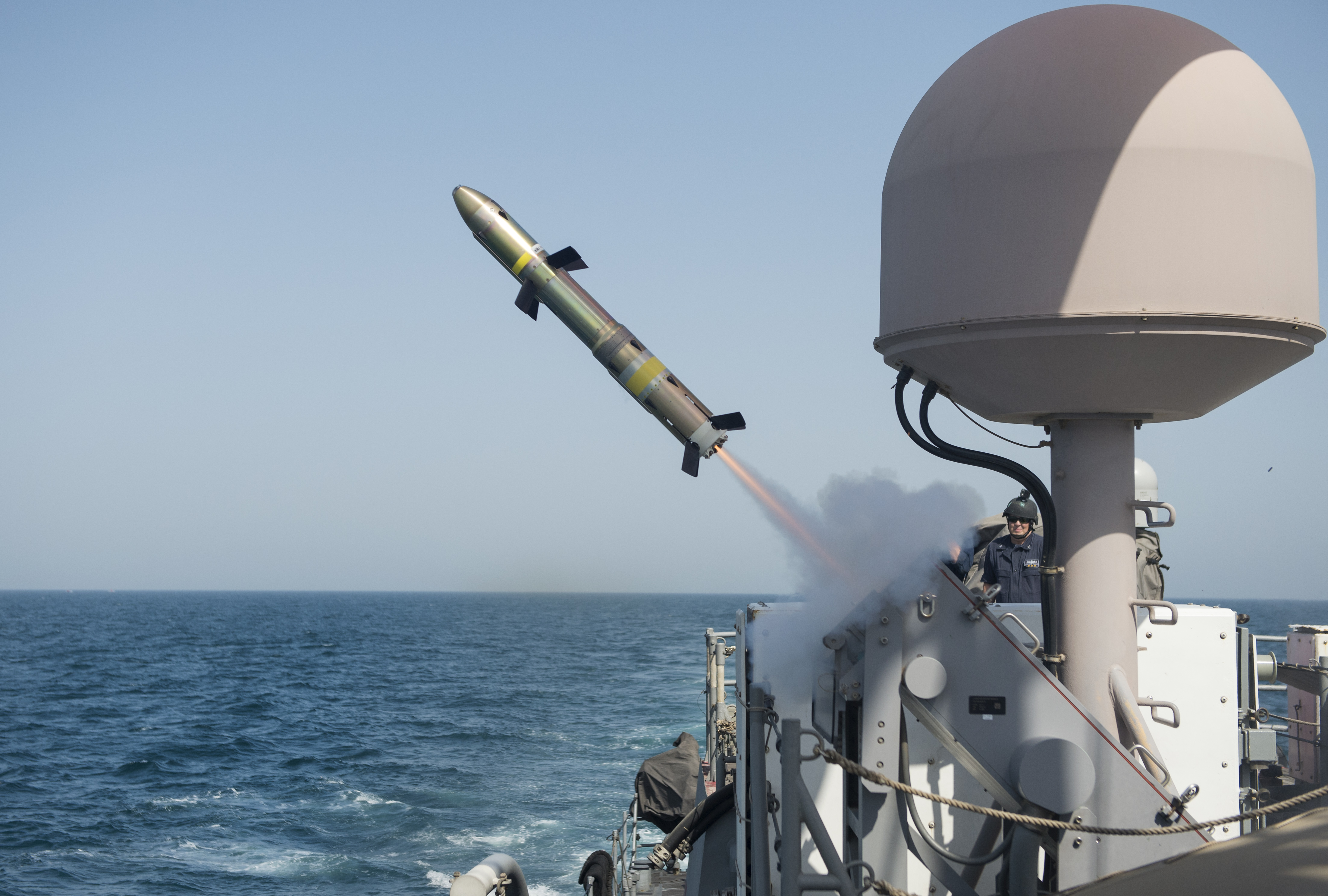
bắn tên lửa BGM-176B tháng 6 năm 2015.

Hệ thống tên lửa bờ biển MK-60 đã đạt được khả năng hoạt động ban đầu (IOC) tháng 3 năm 2014, nhằm bảo vệ các tàu ở khu vực ven biển trước các cuộc tấn công của thuyền nhỏ theo kiểu bầy đàn và các mối đe dọa khác. Hệ thống vũ khí MK-60 bao gồm tên lửa Griffin, hệ thống chỉ thị mục tiêu bằng laser, bệ phóng tên lửa do Hải quân thiết kế và hệ thống quản lý chiến đấu. Mỗi hệ thống Mk-60 có thể phóng bốn tên lửa, và mỗi tàu tuần tra sẽ có hai hệ thống MK-60 trên boong tàu. Việc trang bị tên lửa Griffin sẽ giúp bổ sung thêm một lớp phòng thủ cho tàu chiến ở cự ly xa hơn cự ly tác chiến của súng cỡ nòng 25 mm, ngoài 4,5 km (2,8 mi), và cũng cho góc bảo vệ 360 độ xung quanh tàu; động cơ tên lửa điều chỉnh được hướng phụt giúp đạn có khả năng đánh trúng mục tiêu ngay cả khi tên lửa được phóng theo chiều thẳng đứng.
Raytheon đang tiếp tục đầu tư cho việc phát triển Sea Griffin để mở rộng tầm bắn của tên lửa. Sea Griffin sẽ sử dụng đầu dò tìm kiếm chế độ kép với đầu dò hồng ngoại và dẫn đường bằng laser bán chủ động, cũng như liên kết dữ liệu để theo dõi đồng thời nhiều mối đe dọa và mang lại cho nó khả năng bắn và quên. Đầu dò mới cùng với động cơ tên lửa tầm xa sẽ tăng khối lượng tổng thể thêm 20 lb (9,1 kg), sẽ tăng tầm bắn của Sea Griffin lên 9,3 dặm (15,0 km). Trong các thử nghiệm, đầu dò hình ảnh hồng ngoại (IIR) mới của Sea Griffin truyền video lại cho người vận hành thông qua liên kết dữ liệu để người vận hành có thể xác minh trước khi tên lửa tấn công mục tiêu. Khả năng Cập nhật mục tiêu trong chuyến bay (IFTU) của tên lửa cho phép thay đổi mục tiêu cho tên lửa trong khi đang bay. Sea Griffin sau khi được nâng cấp đã được đổi tên thành Griffin C.

## Các phiên bản
- AGM-176 Griffin A: Phiên bản nguyên mẫu bom lượn không có động cơ tên lửa thả tự do từ máy bay hoặc UAV.[2]
- AGM-176 Griffin B: Phiên bản có động cơ tên lửa, sử dụng phóng từ máy bay, UAV và phương tiện mặt đất. Cự ly đạt  3,7 dặm (6,0 km).
- BGM-176 Griffin C (Sea Griffin): Phiên bản sử dụng cho tàu chiến với đầu dò hồng ngoại và đường truyền dữ liệu hai chiều. Tầm bắn 9,3 dặm (15,0 km).
- AGM-176 Griffin C-er: phiên bản có động cơ tên lửa mạnh hơn. Tầm bắn 14,3 dặm (23,0 km).

## Nền tảng phóng
- MQ-1 Predator[2][20]
- MQ-9 Reaper[2]
- A-29 Super Tucano
- KC-130J Harvest HAWK[2]
- MC-130W Dragon Spear[2]
- Cyclone-class patrol ship[21]
- AC-130J "Ghostrider"[7]
- AC-130W "Stinger II"[6]
- V-22 Osprey[22]

## Users
- USA

## External links
- Griffin Air Launch Applications
- Griffin Surface Launch Applications

Bản mẫu:Raytheon